# Багратион, Иван Вахуштович
Князь Иван Вахуштович Багратион (1725/1729—1781/1782/1784) — генерал-поручик русской императорской армии (годы его жизни, указываемые в разных источниках, разнятся между собой).

## Биография
Иван Багратион родился в 1725 году. Сын Вахушти Багратиони, внук картлийского царя Вахтанга VI. 
Офицером служил с 1749 года. Генерал-поручик с 1777 года. 
Был начальником Сибирской дивизии. 
Умер в 1781 году. По малоубедительным данным украинских источников ("Некрополь Благовіщенського монастиря в Ніжині. Зозуля, С.Ю.") он был похоронен в некрополе Благовещенского монастыря в городе Нежин (Черниговской области).
Данные грузинских источников этого не подтверждают.